# Église Saint-Ouen de Pont-Audemer
Pour les articles homonymes, voir Église Saint-Ouen.
L'église Saint-Ouen de Pont-Audemer est une église paroissiale située rue de la République, principale artère du centre historique de la ville. Elle est sous le vocable de saint Ouen, ancien archevêque de Rouen. Sa masse imposante domine la cité ; c'est un édifice inachevé dont le style composite mêle roman, gothique et Renaissance.

## Remarques générales
Saint-Ouen est le seul lieu de culte à avoir traversé les siècles à Pont-Audemer jusqu'au milieu du XXe siècle. La ville fut un centre religieux important, siège d'un archidiaconé, et partagé entre les diocèses de Lisieux et de Rouen. Jusque dans les années 1970, le curé de l'église Saint-Ouen portait le titre d'archiprêtre - le dernier à le porter fut le père Rocher.
Cette église fait l’objet d’un classement au titre des monuments historiques depuis le 22 novembre 1909.

## Histoire

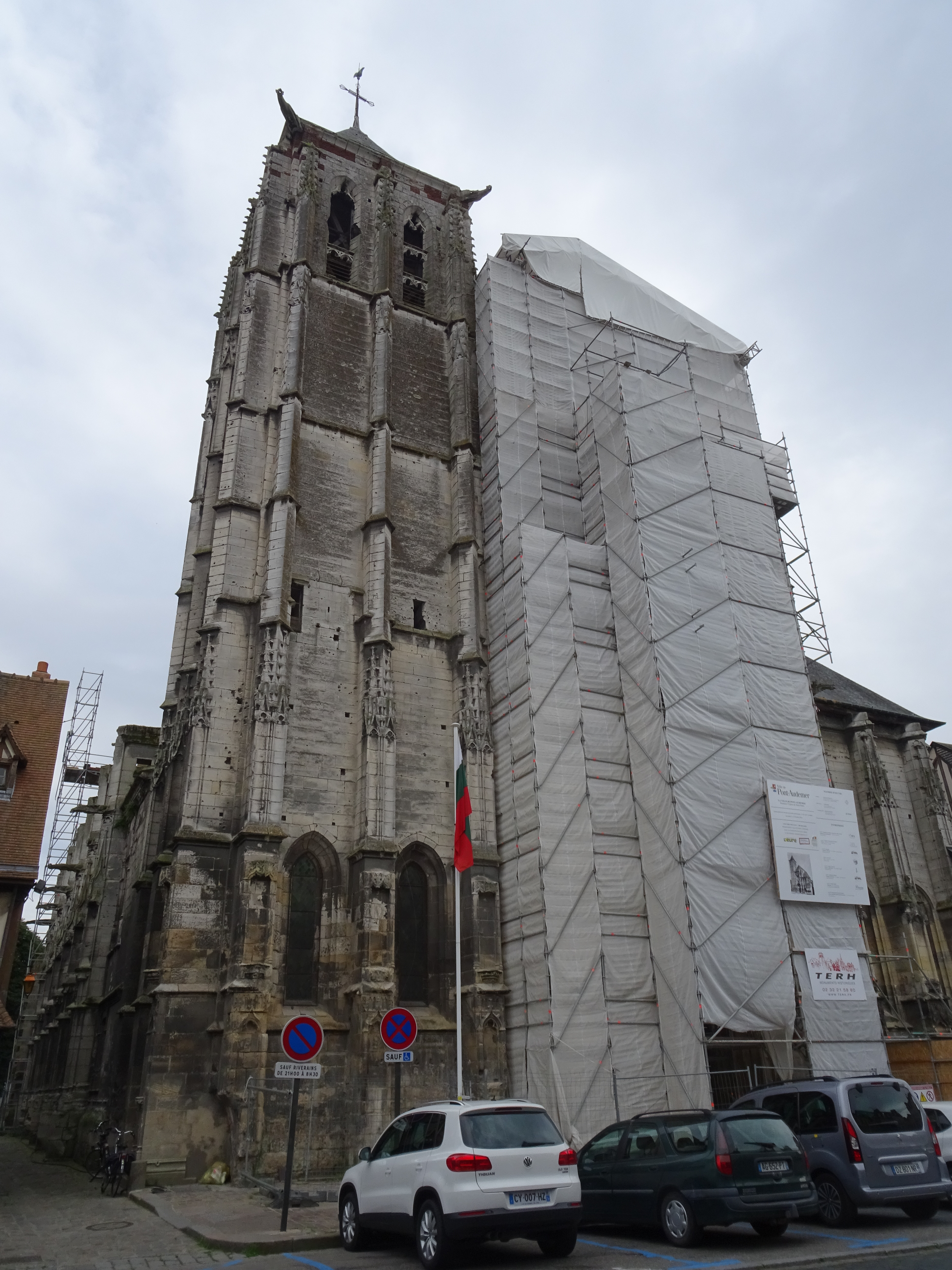
L'église en travaux (juillet 2016)

L'église romane primitive fut construite à partir du XIe siècle, les travaux se poursuivant jusqu'au XIIIe siècle. En 1350, des États Généraux réunis à Pont-Audemer décidèrent de remplacer ce premier édifice devenu trop exigu au fil des ans au regard de la population. Cependant, la survenue de la guerre de Cent Ans empêcha le démarrage des travaux qui ne fut effectif qu'à la fin du XVe siècle.
On commença par abattre la nef en conservant le transept et le chœur ; la construction du portail, de la tour Nord et de la base de la tour Sud semble avoir débuté vers 1485 sous la direction de Michel Gohier. Une nouvelle nef avec ses bas-côtés et les chapelles latérales fut élevée de 1505 à 1515 par Roulland le Roux, architecte rouennais auteur du portail principal de la cathédrale de Rouen et du bureau des finances de la même ville. Des difficultés financières firent suspendre les travaux de façon provisoire en 1524 : la nef qui n'avait pas encore atteint la hauteur projetée fut couverte d'une voûte en bois et raccordée à l'ancien chœur ; de fait, les travaux ne furent ensuite jamais repris.
En 2015 commencent des travaux de restauration prévus pour plusieurs années et nécessités par la dégradation de la pierre : l'édifice est fermé au culte. Le budget est de près de 2,5 M€ HT, supportés par la ville de Pont-Audemer avec la participation de la DRAC et du Conseil Départemental.

## Description
L'édifice comprend une nef de sept travées, flanquée de bas-côtés avec chapelles latérales (style gothique), un chœur de style roman en fort contraste avec la nef, et une chapelle absidiale. Un transept avait été ébauché mais jamais poursuivi, dont on devine l'emplacement de l'extérieur, d'où se voit aussi la tour-lanterne de l'édifice originel. 

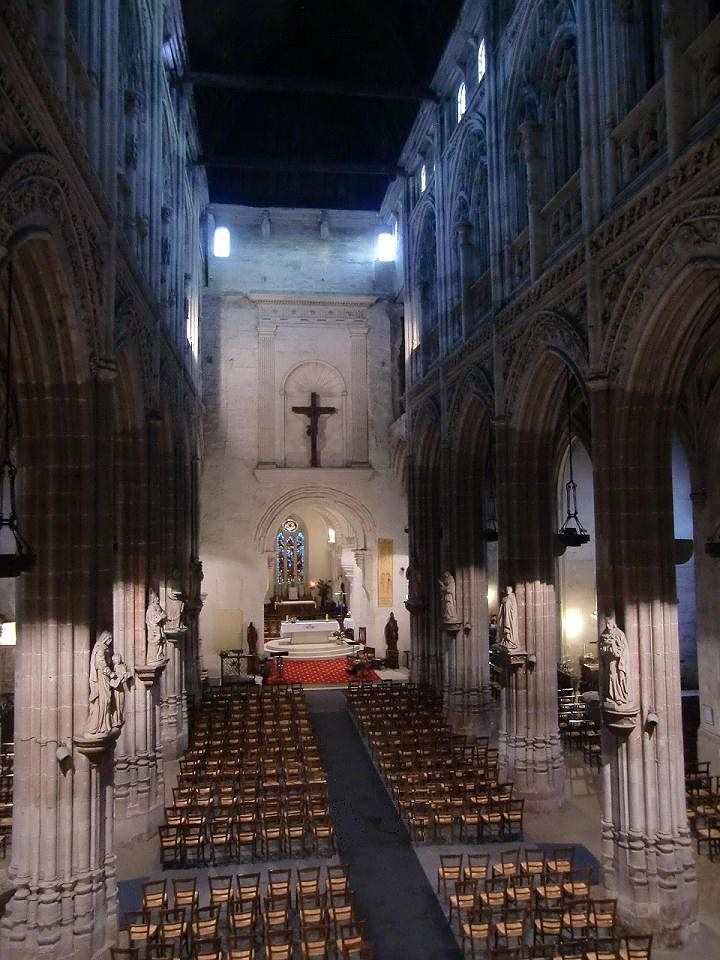
Vue de la nef depuis la tribune

La nef, jamais terminée, comporte un étage de grandes arcades aux piliers sans chapiteau, un triforium extrêmement ouvragé, surmonté d'une rangée de petites fenêtres conçues pour être provisoires, et « dont la pauvreté est rendue plus sensible par la richesse des étages inférieurs ». La couverture est une voûte en bois, dans l'attente d'un étage de grandes fenêtres et d'une voûte définitive en pierre, qui ne furent jamais réalisées. Les parties intérieures du vaisseau et notamment le triforium constituent néanmoins un exemple saisissant de gothique flamboyant.
Les bas-côtés, contrairement à la nef, sont terminés et voûtés d'ogive avec clefs à pendentifs.

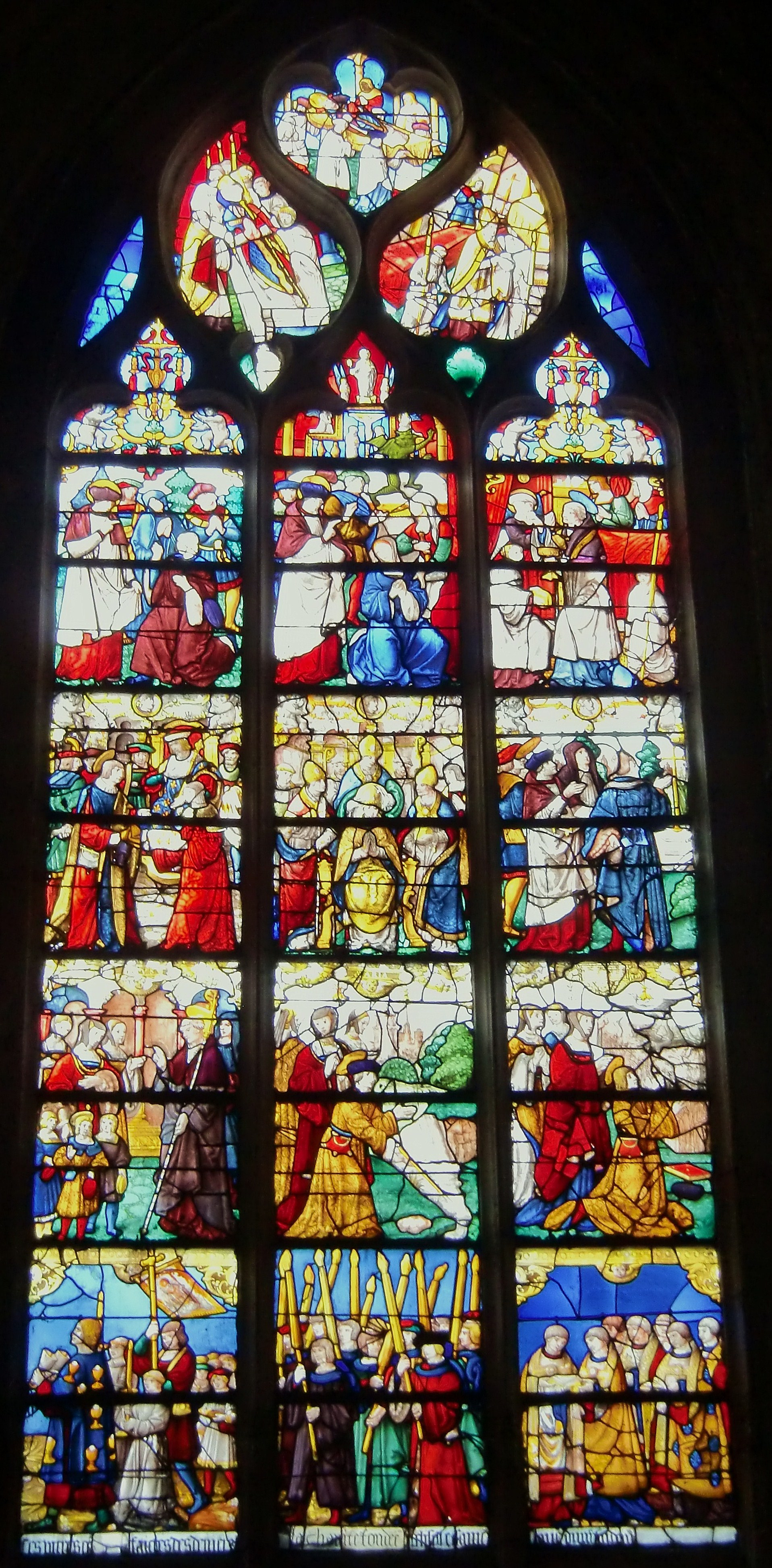
Vitrail du XVIe siècle

### Les vitraux
Les chapelles latérales sont particulièrement remarquées par leur parure de vitraux, « l'une des plus riches du Nord de la France ». Nombre d'entre eux datent du XVIe siècle et les plus récents, principalement vers le chevet, sont du maître verrier Max Ingrand.
Les vitraux de Max Ingrand représentent 
- sur le mur nord, la vierge à l'enfant entourée d'anges ;
- sur le mur est du bas-côté nord, la Présentation de Jésus au Temple ;
- dans la chapelle axiale, de gauche à droite, la Nativité, la Crucifixion et l'Ascension du Christ ;
- sur le mur est du bas-côté sud, la Pentecôte
- au dessus d'un petit portail occidental, la Résurrection du Christ.

### L'orgue

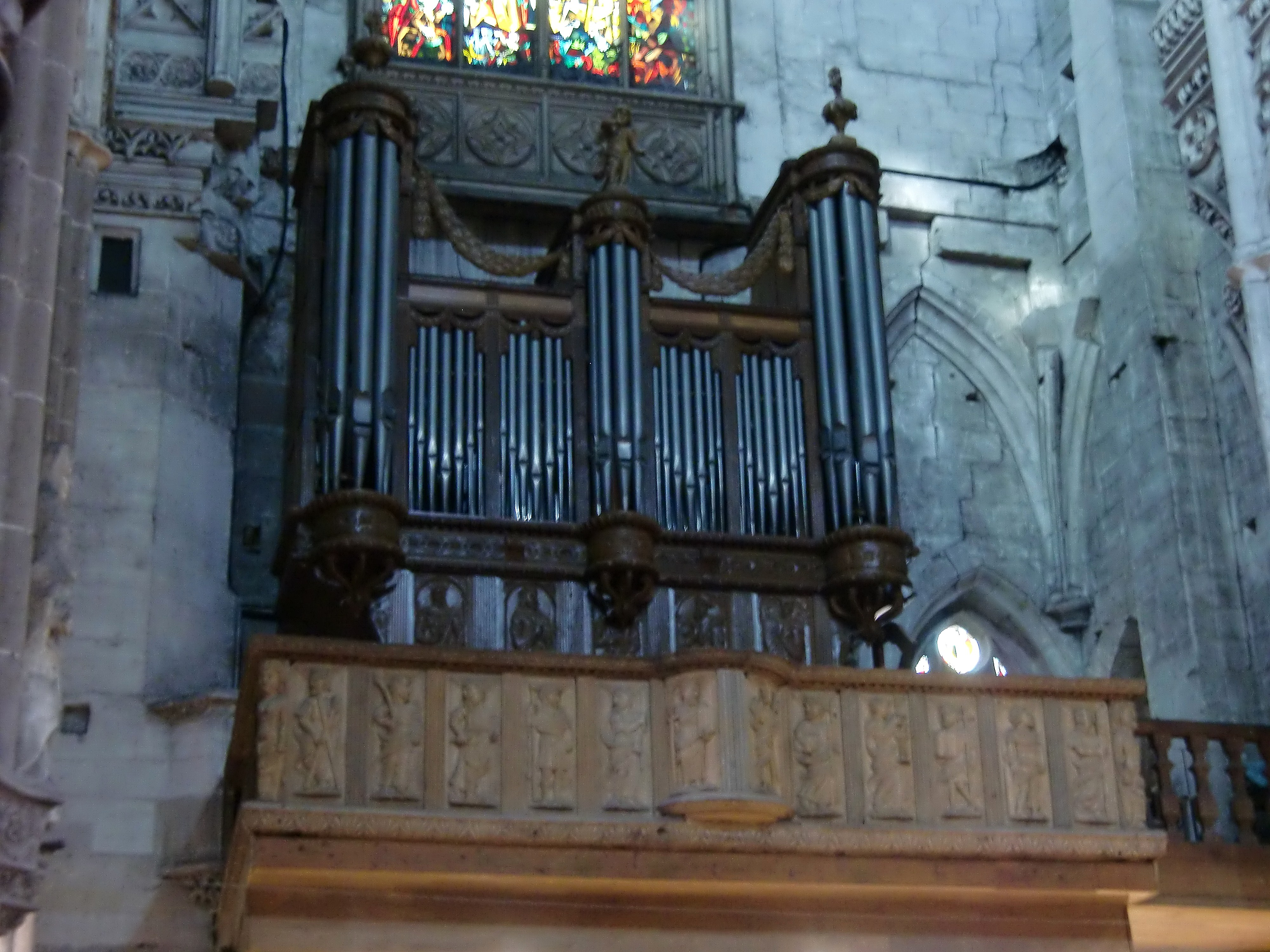

Cet instrument était initialement installé dans l'église des Cordeliers, aujourd'hui disparue et a été transféré à Saint-Ouen à une date inconnue. 
La tribune, appuyée sur des piliers de bois, est située au-dessus du portail principal. L'instrument remonte au XVIe siècle pour ses éléments les plus anciens ; le buffet en chêne, richement sculpté, comporte trois tourelles encadrant deux plates faces. Le massif, d'époque Renaissance comporte cinq panneaux sculptés en bas relief représenant des prophètes et rois d'Israël, dont David. L'un de ces personnages a la tête cachée par la console du XVIIIe siècle qui supporte la tourelle centrale. La tribune, également d'époque Renaissance, est décorée de panneaux figurant les douze apôtres.  
Plusieurs interventions de facteurs sont documentées : 
- en 1788, réparation par un certain Mary, dit Dubois, probablement compagnon de Jean-Baptiste-Nicolas Lefebvre alors occupé à Verneuil-sur-Avre ;
- en 1813, restauration par le facteur Huet ;
- en 1913, relevage par Charles Mutin avec quelques transformations ;
- en 1957-1958, la firme Haerpfer-Erman construit un orgue de 33 jeux à transmissions électriques en gardant quelques jeux anciens.
- en 2000, nouvelle reconstruction par Michel Giroud.

En 1991, un rapport fut réalisé par le Service de Conservation Régionale des Monuments Historiques ; on constata la mutilation de certaines parties du buffet, la défaillance des transmissions électriques, la détérioration des sommiers et de certains jeux : le rapport  conclut à la nécessité d'une restauration profonde qui fut pilotée par la Direction Régionale des Affaires Culturelles. Cette réfection fut menée à partir de 1995 par le facteur d'orgues grenoblois Michel Giroud (dont le père est Jean Giroud, organiste natif de Pont-Audemer). Le choix fut de redonner au buffet ses proportions d'origine en conservant les dispositions sonores des XVIe, XVIIe et XVIIIe.

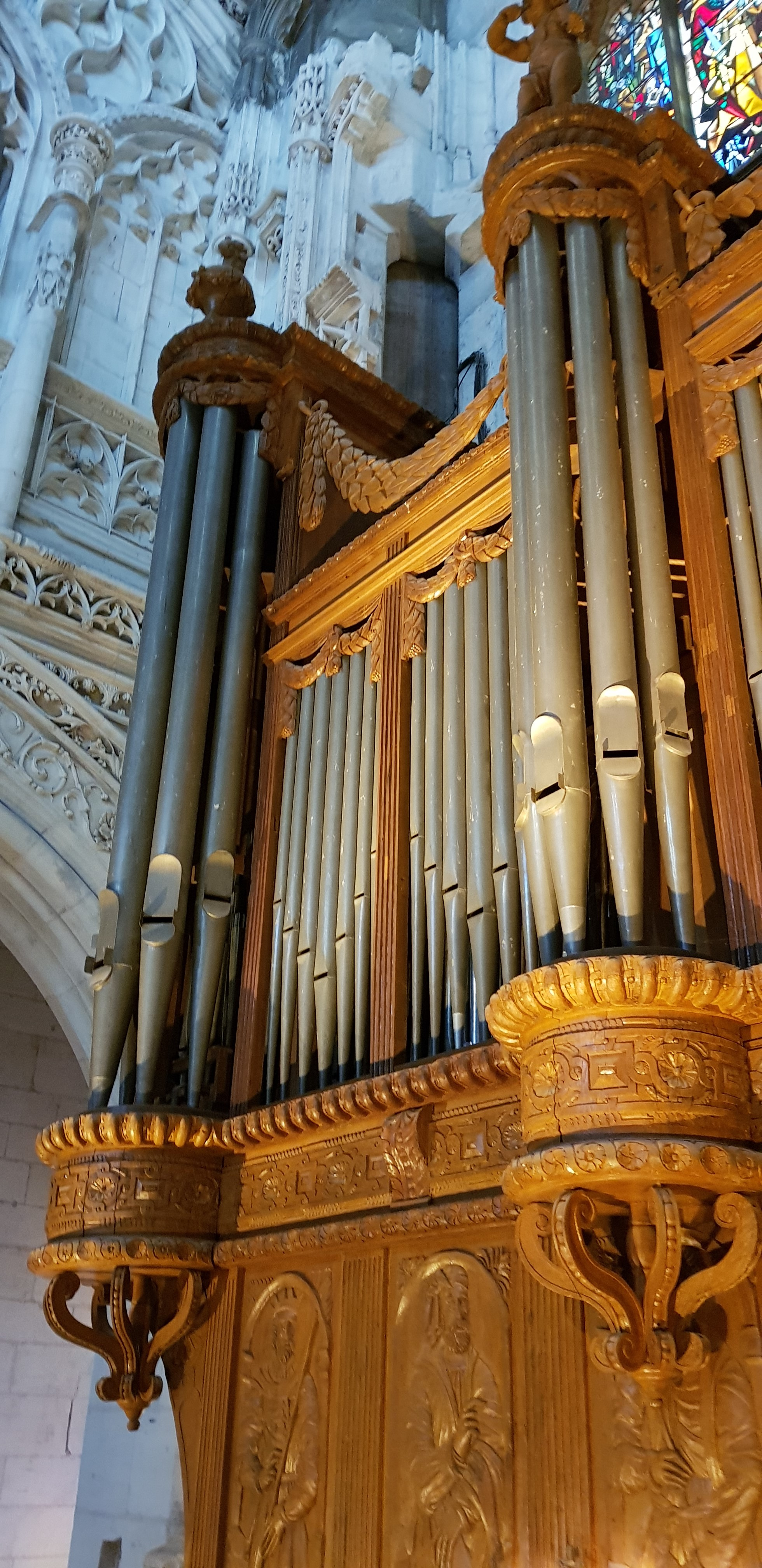
L'orgue vu depuis la tribune

L'orgue restauré comprend 18 jeux ainsi disposés (clavier inférieur = positif) : 
| Grand Orgue, 52 notes |           |
| Montre                | 8'        |
| Trompette             | 8'        |
| Prestant              | 4'        |
| Clairon               | 4'        |
| Doublette             | 2'        |
| Fourniture            | IV rangs  |
| Cymbale               | III rangs |
| Cornet                | V rangs   |

| Positif, 52 notes |        |
| Bourdon           | 8'     |
| Cromorne          | 8'     |
| Flûte             | 4'     |
| Nasard            | 2' 2/3 |
| Flûte             | 2'     |
| Tierce            | 1'3/5  |
| Petit nasard      | 1' 1/3 |
| Flageolet         | 1'     |

| Pédalier, 30 notes |    |
| Flûte              | 8' |
| Trompette          | 8' |
| (Tremblant)        |    |

Les claviers sont couplables à tiroir. Le pédalier est à la française avec tirasse. Les transmissions sont redevenues entièrement mécaniques ; la soufflerie comprend une option manuelle par soufflet. L'inauguration a donné lieu à une série de concerts du 28 avril au 2 mai 2000, notamment le concert d'ouverture par Gustav Leonhardt le 29 avril.

### Sources
- Abbé René Thomas, Église Saint-Ouen de Pont-Audemer (1953), Imprimerie Aulard, Paris

### Divers
- Le musée Alfred-Canel de Pont-Audemer a consacré deux expositions à l'église: Saint-Ouen La belle inachevée, église paroissiale de Pont-Audemer ; 14/06/2014 - 26/10/2014.

- Chroniques de lumière, vitraux anciens & modernes, église Saint-Ouen de Pont-Audemer du 15/11/2014 au 08/02/2015 - prolongée jusqu'au 10 mai 2015 [agenda-Chroniques-de-lumiere---Vitraux-anciens-et-modernes-de-leglise-Saint-Ouen-de-Pont-Audemer-du-samedi-15-novembre-2014-au-dimanche-10-mai-2015-pa2014366]. À cette occasion, un ouvrage historique de synthèse sur le bâtiment, ses vitraux, les écrits et tout le mobilier a été publié : Saint-Ouen, église paroissiale de Pont-Audemer, son histoire, son architecture, ses vitraux, son mobilier,  (ISBN 978-2-918923-12-1).